# Paraguayaans voetbalelftal (mannen)
Het Paraguayaans voetbalelftal is een team van voetballers dat Paraguay vertegenwoordigt bij internationale wedstrijden en competities, zoals het WK voetbal en de Copa América.

## Deelname aan internationale toernooien

### Wereldkampioenschap
Paraguay speelde op het allereerste toernooi van het wereldkampioenschap voetbal in 1930 in groep 4 tegen de Verenigde Staten (0–3) en België (1–0). Luis Vargas Peña maakte de enige goal voor Paraguay op dat toernooi. Na een aantal jaar afwezigheid deed het land in 1950 weer mee. Toen speelde Paraguay tegen Zweden (2–2) en Italië (0–2). Dan, na jaren van afwezigheid zou Paraguay in 1986 weer meedoen aan het hoofdtoernooi en ditmaal zou het land ook voor het eerst groepsfase overleven. In de kwartfinale verliest het echter van Engeland. Vanaf 1998 tot 2010 doet Paraguay vier keer achter elkaar mee. Het beste resultaat is op het toernooi van 2010. In de groepsfase eindigde Paraguay bovenaan in een poule met Italië (1–1), Slowakije (2–0) en Nieuw-Zeeland (0–0). In de achtste finale werd er 0–0 gespeeld tegen Japan. Paraguay nam de strafschoppen beter dan Japan, waardoor het zich plaatste voor de kwartfinale. In die kwartfinale werd het uitgeschakeld door de latere winnaar van het toernooi, Spanje (0–1).
| Wereldkampioenschap voetbal overzicht | Wereldkampioenschap voetbal overzicht | Wereldkampioenschap voetbal overzicht | Wereldkampioenschap voetbal overzicht | Wereldkampioenschap voetbal overzicht | Wereldkampioenschap voetbal overzicht | Wereldkampioenschap voetbal overzicht | Wereldkampioenschap voetbal overzicht | Wereldkampioenschap voetbal overzicht |                     |
| Jaar                                  | Ronde                                 | Wed.                                  | W                                     | G                                     | V                                     | DV                                    | DT                                    | Kwal                                  |                     |
| ------------------------------------- | ------------------------------------- | ------------------------------------- | ------------------------------------- | ------------------------------------- | ------------------------------------- | ------------------------------------- | ------------------------------------- | ------------------------------------- | ------------------- |
| 1930                                  | Groepsfase                            | 2                                     | 1                                     | 0                                     | 1                                     | 1                                     | 3                                     |                                       |                     |
| 1934                                  | Geen deelname                         | Geen deelname                         | Geen deelname                         | Geen deelname                         | Geen deelname                         | Geen deelname                         | Geen deelname                         | Geen deelname                         |                     |
| 1938                                  | Geen deelname                         | Geen deelname                         | Geen deelname                         | Geen deelname                         | Geen deelname                         | Geen deelname                         | Geen deelname                         | Geen deelname                         |                     |
| 1950                                  | Groepsfase                            | 2                                     | 0                                     | 1                                     | 1                                     | 2                                     | 4                                     | (kwal.)                               |                     |
| 1954                                  | Niet gekwalificeerd                   | Niet gekwalificeerd                   | Niet gekwalificeerd                   | Niet gekwalificeerd                   | Niet gekwalificeerd                   | Niet gekwalificeerd                   | Niet gekwalificeerd                   | Niet gekwalificeerd                   |                     |
| 1958                                  | Groepsfase                            | 3                                     | 1                                     | 1                                     | 1                                     | 9                                     | 12                                    | (kwal.)                               |                     |
| 1962                                  | Niet gekwalificeerd                   | Niet gekwalificeerd                   | Niet gekwalificeerd                   | Niet gekwalificeerd                   | Niet gekwalificeerd                   | Niet gekwalificeerd                   | Niet gekwalificeerd                   | Niet gekwalificeerd                   |                     |
| 1966                                  | Niet gekwalificeerd                   | Niet gekwalificeerd                   | Niet gekwalificeerd                   | Niet gekwalificeerd                   | Niet gekwalificeerd                   | Niet gekwalificeerd                   | Niet gekwalificeerd                   | Niet gekwalificeerd                   |                     |
| 1970                                  | Niet gekwalificeerd                   | Niet gekwalificeerd                   | Niet gekwalificeerd                   | Niet gekwalificeerd                   | Niet gekwalificeerd                   | Niet gekwalificeerd                   | Niet gekwalificeerd                   | Niet gekwalificeerd                   |                     |
| 1974                                  | Niet gekwalificeerd                   | Niet gekwalificeerd                   | Niet gekwalificeerd                   | Niet gekwalificeerd                   | Niet gekwalificeerd                   | Niet gekwalificeerd                   | Niet gekwalificeerd                   | Niet gekwalificeerd                   |                     |
| 1978                                  | Niet gekwalificeerd                   | Niet gekwalificeerd                   | Niet gekwalificeerd                   | Niet gekwalificeerd                   | Niet gekwalificeerd                   | Niet gekwalificeerd                   | Niet gekwalificeerd                   | Niet gekwalificeerd                   |                     |
| 1982                                  | Niet gekwalificeerd                   | Niet gekwalificeerd                   | Niet gekwalificeerd                   | Niet gekwalificeerd                   | Niet gekwalificeerd                   | Niet gekwalificeerd                   | Niet gekwalificeerd                   | Niet gekwalificeerd                   |                     |
| 1986                                  | Achtste finale                        | 4                                     | 1                                     | 2                                     | 1                                     | 4                                     | 6                                     | (kwal.)                               |                     |
| 1990                                  | Niet gekwalificeerd                   | Niet gekwalificeerd                   | Niet gekwalificeerd                   | Niet gekwalificeerd                   | Niet gekwalificeerd                   | Niet gekwalificeerd                   | Niet gekwalificeerd                   | Niet gekwalificeerd                   |                     |
| 1994                                  | Niet gekwalificeerd                   | Niet gekwalificeerd                   | Niet gekwalificeerd                   | Niet gekwalificeerd                   | Niet gekwalificeerd                   | Niet gekwalificeerd                   | Niet gekwalificeerd                   | Niet gekwalificeerd                   |                     |
| 1998                                  | Achtste finale                        | 4                                     | 1                                     | 2                                     | 1                                     | 3                                     | 2                                     | (kwal.)                               |                     |
| 2002                                  | Achtste finale                        | 4                                     | 1                                     | 1                                     | 2                                     | 6                                     | 7                                     | (kwal.)                               |                     |
| 2006                                  | Groepsfase                            | 3                                     | 1                                     | 0                                     | 2                                     | 2                                     | 2                                     | (kwal.)                               |                     |
| 2010                                  | Kwartfinale                           | 5                                     | 1                                     | 3                                     | 1                                     | 3                                     | 2                                     | (kwal.)                               |                     |
| 2014                                  | Niet gekwalificeerd                   | Niet gekwalificeerd                   | Niet gekwalificeerd                   | Niet gekwalificeerd                   | Niet gekwalificeerd                   | Niet gekwalificeerd                   | Niet gekwalificeerd                   | Niet gekwalificeerd                   |                     |
| 2018                                  | Niet gekwalificeerd                   | Niet gekwalificeerd                   | Niet gekwalificeerd                   | Niet gekwalificeerd                   | Niet gekwalificeerd                   | Niet gekwalificeerd                   | Niet gekwalificeerd                   | Niet gekwalificeerd                   |                     |
| 2022                                  | Niet gekwalificeerd                   | Niet gekwalificeerd                   | Niet gekwalificeerd                   | Niet gekwalificeerd                   | Niet gekwalificeerd                   | Niet gekwalificeerd                   | Niet gekwalificeerd                   | Niet gekwalificeerd                   | Niet gekwalificeerd |
| 2026                                  | Kwalificatie                          | Kwalificatie                          | Kwalificatie                          | Kwalificatie                          | Kwalificatie                          | Kwalificatie                          | Kwalificatie                          | Kwalificatie                          |                     |

### Copa América
Vanaf 1921 doet Paraguay mee aan het Zuid-Amerikaans kampioenschap (thans Copa América). In 1953 werd Paraguay kampioen van dit toernooi. In de finale versloegen zij Brazilië met 3–2. Dat succes werd in 1979 herhaald. In de halve finale versloeg Paraguay Brazilië over twee wedstrijden (2–1 en 2–2). De finale werd over 2 wedstrijden gespeeld, een uit- en thuiswedstrijd. De eerste wedstrijd in Asunción werd met 3–0 gewonnen van Chili. De uitwedstrijd in Santiago werd echter verloren (0–1) waardoor er een extra finale play-off nodig was. Die werd gespeeld in Buenos Aires. De wedstrijd eindigde in een gelijkspel (0–0). Omdat Paraguay in de eerste wedstrijd met grote cijfers van Chili had gewonnen werden zij als winnaar uitgeroepen.
| Zuid-Amerikaans kampioenschap overzicht | Zuid-Amerikaans kampioenschap overzicht | Zuid-Amerikaans kampioenschap overzicht | Zuid-Amerikaans kampioenschap overzicht | Zuid-Amerikaans kampioenschap overzicht | Zuid-Amerikaans kampioenschap overzicht | Zuid-Amerikaans kampioenschap overzicht | Zuid-Amerikaans kampioenschap overzicht | Zuid-Amerikaans kampioenschap overzicht |
| Jaar                                    | Ronde                                   | Wed.                                    | W                                       | G                                       | V                                       | DV                                      | DT                                      |                                         |
| --------------------------------------- | --------------------------------------- | --------------------------------------- | --------------------------------------- | --------------------------------------- | --------------------------------------- | --------------------------------------- | --------------------------------------- | --------------------------------------- |
| 1921                                    | Vierde                                  | 3                                       | 1                                       | 0                                       | 2                                       | 2                                       | 7                                       |                                         |
| 1922                                    | Tweede                                  | 4                                       | 2                                       | 1                                       | 1                                       | 5                                       | 3                                       |                                         |
| 1923                                    | Derde                                   | 3                                       | 1                                       | 0                                       | 2                                       | 4                                       | 6                                       |                                         |
| 1924                                    | Derde                                   | 3                                       | 1                                       | 1                                       | 1                                       | 4                                       | 4                                       |                                         |
| 1925                                    | Derde                                   | 4                                       | 0                                       | 0                                       | 4                                       | 4                                       | 13                                      |                                         |
| 1926                                    | Vierde                                  | 4                                       | 1                                       | 0                                       | 3                                       | 8                                       | 20                                      |                                         |
| 1927                                    | Geen deelname                           | Geen deelname                           | Geen deelname                           | Geen deelname                           | Geen deelname                           | Geen deelname                           | Geen deelname                           |                                         |
| 1929                                    | Tweede                                  | 3                                       | 2                                       | 0                                       | 1                                       | 9                                       | 4                                       |                                         |
| 1935                                    | Geen deelname                           | Geen deelname                           | Geen deelname                           | Geen deelname                           | Geen deelname                           | Geen deelname                           | Geen deelname                           |                                         |
| 1937                                    | Vierde                                  | 5                                       | 2                                       | 0                                       | 3                                       | 8                                       | 16                                      |                                         |
| 1939                                    | Derde                                   | 4                                       | 2                                       | 0                                       | 2                                       | 9                                       | 8                                       |                                         |
| 1941                                    | Geen deelname                           | Geen deelname                           | Geen deelname                           | Geen deelname                           | Geen deelname                           | Geen deelname                           | Geen deelname                           |                                         |
| 1942                                    | Vierde                                  | 6                                       | 2                                       | 2                                       | 2                                       | 11                                      | 10                                      |                                         |
| 1945                                    | Geen deelname                           | Geen deelname                           | Geen deelname                           | Geen deelname                           | Geen deelname                           | Geen deelname                           | Geen deelname                           |                                         |
| 1946                                    | Derde                                   | 5                                       | 2                                       | 1                                       | 2                                       | 8                                       | 8                                       |                                         |
| 1947                                    | Tweede                                  | 7                                       | 5                                       | 1                                       | 2                                       | 16                                      | 11                                      |                                         |
| 1949                                    | Tweede                                  | 8                                       | 6                                       | 0                                       | 2                                       | 21                                      | 13                                      |                                         |
| 1953                                    | Kampioen                                | 7                                       | 4                                       | 2                                       | 1                                       | 14                                      | 8                                       |                                         |
| 1955                                    | Vijfde                                  | 5                                       | 1                                       | 1                                       | 3                                       | 7                                       | 14                                      |                                         |
| 1956                                    | Vijfde                                  | 5                                       | 0                                       | 2                                       | 3                                       | 3                                       | 8                                       |                                         |
| 1957                                    | Geen deelname                           | Geen deelname                           | Geen deelname                           | Geen deelname                           | Geen deelname                           | Geen deelname                           | Geen deelname                           |                                         |
| 1959                                    | Derde                                   | 6                                       | 3                                       | 0                                       | 3                                       | 12                                      | 12                                      |                                         |
| 1959                                    | Vijfde                                  | 4                                       | 0                                       | 1                                       | 3                                       | 6                                       | 11                                      |                                         |
| 1963                                    | Tweede                                  | 6                                       | 4                                       | 1                                       | 1                                       | 13                                      | 7                                       |                                         |
| 1967                                    | Vierde                                  | 5                                       | 2                                       | 0                                       | 3                                       | 9                                       | 13                                      |                                         |

| Copa América overzicht | Copa América overzicht | Copa América overzicht | Copa América overzicht | Copa América overzicht | Copa América overzicht | Copa América overzicht | Copa América overzicht | Copa América overzicht |
| Jaar                   | Ronde                  | Wed.                   | W                      | G                      | V                      | DV                     | DT                     |                        |
| ---------------------- | ---------------------- | ---------------------- | ---------------------- | ---------------------- | ---------------------- | ---------------------- | ---------------------- | ---------------------- |
| 1975                   | Groepsfase             | 1                      | 1                      | 1                      | 2                      | 5                      | 5                      |                        |
| 1979                   | Kampioen               | 6                      | 3                      | 3                      | 0                      | 9                      | 3                      |                        |
| 1983                   | Halve finale           | 2                      | 0                      | 2                      | 0                      | 1                      | 1                      |                        |
| 1987                   | Groepsfase             | 2                      | 0                      | 1                      | 1                      | 0                      | 3                      |                        |
| 1989                   | Vierde                 | 7                      | 3                      | 1                      | 3                      | 9                      | 10                     |                        |
| 1991                   | Groepsfase             | 4                      | 2                      | 0                      | 2                      | 7                      | 8                      |                        |
| 1993                   | Kwartfinale            | 4                      | 1                      | 1                      | 2                      | 2                      | 7                      |                        |
| 1995                   | Kwartfinale            | 4                      | 2                      | 1                      | 1                      | 6                      | 5                      |                        |
| 1997                   | Kwartfinale            | 4                      | 1                      | 1                      | 2                      | 2                      | 5                      |                        |
| 1999                   | Kwartfinale            | 4                      | 2                      | 2                      | 0                      | 6                      | 1                      |                        |
| 2001                   | Groepsfase             | 3                      | 0                      | 2                      | 1                      | 4                      | 6                      |                        |
| 2004                   | Kwartfinale            | 4                      | 2                      | 1                      | 1                      | 5                      | 5                      |                        |
| 2007                   | Kwartfinale            | 4                      | 2                      | 0                      | 2                      | 8                      | 8                      |                        |
| 2011                   | Tweede                 | 6                      | 0                      | 5                      | 1                      | 5                      | 8                      |                        |
| 2015                   | Derde                  | 6                      | 1                      | 3                      | 2                      | 6                      | 12                     |                        |
| 2016                   | Groepsfase             | 3                      | 0                      | 1                      | 2                      | 1                      | 3                      |                        |
| 2019                   | Kwartfinale            | 4                      | 0                      | 2                      | 1                      | 3                      | 4                      |                        |
| 2021                   | Kwartfinale            | 5                      | 2                      | 1                      | 2                      | 8                      | 6                      |                        |
| 2024                   | Groepsfase             | 3                      | 0                      | 0                      | 3                      | 2                      | 8                      |                        |

## FIFA-wereldranglijst[1]
| 1993 | 1994 | 1995 | 1996 | 1997 | 1998 | 1999 | 2000 | 2001 | 2002 | 2003 | 2004 | 2005 | 2006 | 2007 | 2008 | 2009 | 2010 | 2011 | 2012 | 2013 | 2014 | 2015 | 2016 | 2017 | 2018 |
| ---- | ---- | ---- | ---- | ---- | ---- | ---- | ---- | ---- | ---- | ---- | ---- | ---- | ---- | ---- | ---- | ---- | ---- | ---- | ---- | ---- | ---- | ---- | ---- | ---- | ---- |
| 61   | 87   | 64   | 38   | 29   | 25   | 17   | 10   | 13   | 18   | 22   | 30   | 30   | 35   | 21   | 17   | 29   | 24   | 24   | 37   | 51   | 76   | 46   | 40   | 30   | 32   |

## Statistieken
- Bijgewerkt tot en met het WK-kwalificatieduel tegen  Venezuela (1–0 nederlaag) op 10 oktober 2017.

### Tegenstanders
| Tegenstander       | Wed. | W  | G  | V  | DV  | DT  | DS   |
| ------------------ | ---- | -- | -- | -- | --- | --- | ---- |
| Argentinië         | 100  | 16 | 32 | 52 | 108 | 207 | –99  |
| Armenië            | 2    | 1  | 0  | 1  | 3   | 2   | +1   |
| België             | 3    | 1  | 1  | 1  | 3   | 3   | 0    |
| Bolivia            | 66   | 34 | 16 | 15 | 129 | 67  | +62  |
| Brazilië           | 77   | 10 | 21 | 46 | 66  | 169 | –103 |
| Bulgarije          | 1    | 0  | 1  | 0  | 0   | 0   | 0    |
| Chili              | 62   | 28 | 7  | 27 | 89  | 87  | +2   |
| Colombia           | 44   | 18 | 7  | 19 | 51  | 53  | –2   |
| Denemarken         | 1    | 0  | 1  | 0  | 1   | 1   | 0    |
| Duitsland          | 2    | 0  | 1  | 1  | 3   | 4   | –1   |
| Ecuador            | 38   | 21 | 6  | 11 | 69  | 49  | +20  |
| Engeland           | 3    | 0  | 0  | 3  | 0   | 8   | –8   |
| Frankrijk          | 5    | 0  | 2  | 3  | 4   | 14  | –10  |
| Georgië            | 1    | 1  | 0  | 0  | 1   | 0   | +1   |
| Griekenland        | 1    | 1  | 0  | 0  | 2   | 0   | +2   |
| Hongarije          | 1    | 0  | 1  | 0  | 1   | 1   | 0    |
| Ierland            | 2    | 0  | 0  | 2  | 1   | 4   | –3   |
| Italië             | 3    | 0  | 1  | 2  | 2   | 6   | –4   |
| Joegoslavië        | 3    | 1  | 1  | 1  | 6   | 5   | +1   |
| Kameroen           | 1    | 1  | 0  | 0  | 2   | 1   | +1   |
| Nederland          | 2    | 0  | 1  | 1  | 1   | 5   | –4   |
| Noorwegen          | 1    | 0  | 1  | 0  | 2   | 2   | 0    |
| Oostenrijk         | 1    | 0  | 1  | 0  | 0   | 0   | 0    |
| Peru               | 52   | 24 | 13 | 15 | 73  | 58  | +15  |
| Polen              | 1    | 1  | 0  | 0  | 4   | 0   | +4   |
| Portugal           | 1    | 0  | 1  | 0  | 0   | 0   | 0    |
| Roemenië           | 2    | 1  | 0  | 1  | 4   | 3   | +1   |
| Schotland          | 1    | 1  | 0  | 0  | 3   | 2   | +1   |
| Slowakije          | 1    | 1  | 0  | 0  | 2   | 0   | +2   |
| Slovenië           | 1    | 1  | 0  | 0  | 3   | 1   | +2   |
| Spanje             | 4    | 0  | 2  | 2  | 1   | 4   | –3   |
| Zweden             | 3    | 1  | 1  | 1  | 4   | 4   | 0    |
| Tsjechië           | 1    | 0  | 0  | 1  | 0   | 1   | –1   |
| Turkije            | 1    | 0  | 1  | 0  | 0   | 0   | 0    |
| Uruguay            | 74   | 25 | 18 | 31 | 94  | 114 | –20  |
| Venezuela          | 25   | 16 | 5  | 4  | 46  | 22  | +24  |
| Wales              | 1    | 0  | 1  | 0  | 0   | 0   | 0    |
| Ivoorkust          | 2    | 0  | 2  | 0  | 3   | 3   | 0    |
| Nigeria            | 2    | 1  | 1  | 0  | 4   | 2   | +2   |
| Zuid-Afrika        | 3    | 0  | 2  | 1  | 3   | 6   | –3   |
| Togo               | 1    | 1  | 0  | 0  | 4   | 2   | +2   |
| Canada             | 1    | 0  | 1  | 0  | 0   | 0   | 0    |
| Costa Rica         | 9    | 3  | 3  | 3  | 6   | 5   | +1   |
| El Salvador        | 6    | 6  | 0  | 0  | 11  | 1   | +10  |
| Guatemala          | 10   | 8  | 2  | 0  | 23  | 10  | +13  |
| Honduras           | 7    | 3  | 3  | 1  | 10  | 5   | +5   |
| Jamaica            | 6    | 4  | 0  | 2  | 11  | 7   | +4   |
| Mexico             | 19   | 4  | 5  | 10 | 14  | 33  | –19  |
| Panama             | 3    | 3  | 0  | 0  | 5   | 1   | +4   |
| Trinidad en Tobago | 3    | 1  | 2  | 0  | 5   | 3   | +2   |
| Verenigde Staten   | 7    | 2  | 2  | 3  | 6   | 9   | –3   |
| Australië          | 5    | 0  | 3  | 2  | 2   | 4   | –2   |
| Bahrein            | 1    | 1  | 0  | 0  | 2   | 1   | +1   |
| China              | 3    | 1  | 1  | 1  | 4   | 3   | +1   |
| Hongkong           | 1    | 1  | 0  | 0  | 7   | 0   | +7   |
| Indonesië          | 1    | 1  | 0  | 0  | 3   | 2   | +1   |
| Iran               | 1    | 0  | 1  | 0  | 1   | 1   | 0    |
| Irak               | 1    | 1  | 0  | 0  | 1   | 0   | +1   |
| Japan              | 8    | 2  | 4  | 2  | 7   | 5   | +2   |
| Noord-Korea        | 1    | 1  | 0  | 0  | 1   | 0   | +1   |
| Oman               | 1    | 1  | 0  | 0  | 1   | 0   | +1   |
| Qatar              | 3    | 1  | 1  | 1  | 4   | 3   | +1   |
| Saoedi-Arabië      | 2    | 0  | 2  | 0  | 1   | 1   | 0    |
| Zuid-Korea         | 6    | 1  | 2  | 2  | 4   | 5   | –1   |
| V.A.E.             | 1    | 0  | 1  | 0  | 0   | 0   | 0    |
| Nieuw-Zeeland      | 3    | 2  | 1  | 0  | 5   | 2   | –2   |

## Selecties

### Wereldkampioenschap
| Doel        |                     |  |  |                       |
|             | Pedro Benítez       |  |  | Club Libertad         |
|             | Modesto Denis       |  |  | Club Nacional         |
| Verdediging |                     |  |  |                       |
|             | Eustacio Chamorro   |  |  | Club Presidente Hayes |
|             | Salvador Flóres     |  |  | Cerro Porteño         |
|             | José Leon Miracca   |  |  | Club Nacional         |
|             | Quiterio Olmeldo    |  |  | Club Nacional         |
| Middenveld  |                     |  |  |                       |
|             | Francisco Aguirre   |  |  | Club Olimpia          |
|             | Santiago Benitez    |  |  | Club Olimpia          |
|             | Eusébio Díaz        |  |  | Club Guaraní          |
|             | Romildo Etcheverry  |  |  | Club Olimpia          |
|             | Diego Florentin     |  |  | CA River Plate        |
|             | Tranquilino Garcete |  |  | Club Libertad         |
| Aanval      |                     |  |  |                       |
|             | Delfín Benítez      |  |  | Club Libertad         |
|             | Saguier Carreras    |  |  | Sportivo Luqueño      |
|             | Diogenes Dominguez  |  |  | Sportivo Luqueño      |
|             | Aurelio González    |  |  | Club Olimpia          |
|             | Lino Nessi          |  |  | Club Libertad         |
|             | Amadeo Ortega       |  |  | CA River Plate        |
|             | Bernabe Rivera      |  |  | Sportivo Luqueño      |
|             | Gerardo Romero      |  |  | Club Libertad         |
|             | Luis Vargas Peña    |  |  | Club Olimpia          |
|             | Jacinto Villalba    |  |  | Cerro Porteño         |

| Doel        |                       |  |  |                        |
| 1           | Roberto Fernández     |  |  | Deportivo Cali         |
| 12          | Jorge Battaglia       |  |  | Sol de América         |
| 22          | Julián Coronel        |  |  | Club Guaraní           |
| Verdediging |                       |  |  |                        |
| 2           | Juan Torales          |  |  | Club Libertad          |
| 3           | César Zabala          |  |  | Cerro Porteño          |
| 4           | Vladimiro Schettina   |  |  | Club Guaraní           |
| 5           | Rogelio Delgado       |  |  | Club Olimpia           |
| 13          | Virginio Cáceres      |  |  | Club Guaraní           |
| 14          | Luis Caballero        |  |  | Club Guaraní           |
| Middenveld  |                       |  |  |                        |
| 6           | Jorge Nunes           |  |  | Deportivo Cali         |
| 7           | Buenaventura Ferreira |  |  | Deportivo Cali         |
| 10          | Adolfino Cañete       |  |  | Cruz Azul              |
| 16          | Jorge Guasch          |  |  | Club Olimpia           |
| 19          | Rolando Chilavert     |  |  | Club Guaraní           |
| Aanval      |                       |  |  |                        |
| 8           | Julio César Romero    |  |  | Fluminense             |
| 9           | Roberto Cabañas       |  |  | América de Cali        |
| 11          | Alfredo Mendoza       |  |  | Independiente Medellín |
| 15          | Eufemio Cabral        |  |  | Club Guaraní           |
| 17          | Francisco Alcaraz     |  |  | Club Nacional          |
| 18          | Evaristo Isasi        |  |  | Club Olimpia           |
| 20          | Ramón Hicks           |  |  | Club Libertad          |
| 21          | Faustino Alonso       |  |  | Sol de América         |

| Doel        |                     |  |  |                         |
| 1           | Justo Villar        |  |  | Newell's Old Boys       |
| 12          | Derlis Gómez        |  |  | Sportivo Luqueño        |
| 22          | Aldo Bobadilla      |  |  | Club Libertad           |
| Verdediging |                     |  |  |                         |
| 2           | Jorge Núñez         |  |  | Estudiantes de La Plata |
| 3           | Delio Toledo        |  |  | Real Zaragoza           |
| 4           | Carlos Gamarra      |  |  | SE Palmeiras            |
| 5           | Julio César Cáceres |  |  | CA River Plate          |
| 14          | Paulo da Silva      |  |  | Deportivo Toluca        |
| 15          | Julio Manzur        |  |  | Santos                  |
| 21          | Denis Caniza        |  |  | Cruz Azul               |
| Middenveld  |                     |  |  |                         |
| 6           | Carlos Bonet        |  |  | Club Libertad           |
| 8           | Edgar Barreto       |  |  | NEC Nijmegen            |
| 10          | Roberto Acuña       |  |  | Deportivo La Coruña     |
| 11          | Diego Gavilán       |  |  | Newell's Old Boys       |
| 13          | Carlos Paredes      |  |  | Reggina Calcio          |
| 16          | Cristian Riveros    |  |  | Club Libertad           |
| 17          | José Montiel        |  |  | Club Olimpia            |
| 19          | Julio dos Santos    |  |  | Bayern München          |
| Aanval      |                     |  |  |                         |
| 7           | Salvador Cabañas    |  |  | Jaguares de Chiapas     |
| 9           | Roque Santa Cruz    |  |  | Bayern München          |
| 18          | Nelson Valdez       |  |  | Werder Bremen           |
| 20          | Dante López         |  |  | Genoa CFC               |
| 23          | Nelson Cuevas       |  |  | CF Pachuca              |

| Doel        |                     |  |  |                    |
| 1           | Justo Villar        |  |  | Real Valladolid    |
| 12          | Diego Barreto       |  |  | Cerro Porteño      |
| 22          | Aldo Bobadilla      |  |  | Corinthians        |
| Verdediging |                     |  |  |                    |
| 2           | Darío Verón         |  |  | Pumas UNAM         |
| 3           | Claudio Morel       |  |  | Boca Juniors       |
| 4           | Denis Caniza        |  |  | Club León          |
| 5           | Julio César Cáceres |  |  | Atlético Mineiro   |
| 14          | Paulo da Silva      |  |  | Sunderland         |
| 21          | Antolín Alcaráz     |  |  | Wigan Athletic     |
| Middenveld  |                     |  |  |                    |
| 8           | Edgar Barreto       |  |  | Atalanta Bergamo   |
| 6           | Carlos Bonet        |  |  | Club Libertad      |
| 15          | Víctor Cáceres      |  |  | Club Libertad      |
| 20          | Néstor Ortigoza     |  |  | Argentinos Juniors |
| 16          | Cristian Riveros    |  |  | Sunderland         |
| 11          | Jonathan Santana    |  |  | VfL Wolfsburg      |
| 17          | Aureliano Torres    |  |  | San Lorenzo        |
| 13          | Enrique Vera        |  |  | Atlas Guadalajara  |
| Aanval      |                     |  |  |                    |
| 7           | Óscar Cardozo       |  |  | SL Benfica         |
| 9           | Roque Santa Cruz    |  |  | Manchester City    |
| 10          | Edgar Benítez       |  |  | CF Pachuca         |
| 18          | Nelson Valdez       |  |  | Borussia Dortmund  |
| 19          | Lucas Barrios       |  |  | Borussia Dortmund  |
| 23          | Rodolfo Gamarra     |  |  | Club Libertad      |

### Copa América
| Doel        |                    |  |  |                  |
| 1           | Rubén Ruiz Díaz    |  |  | CF Monterrey     |
| 12          | Jorge Battaglia    |  |  | Club Olimpia     |
| 22          | Danilo Aceval      |  |  | Cerro Porteño    |
| Verdediging |                    |  |  |                  |
| 2           | Silvio Suárez      |  |  | Club Olimpia     |
| 3           | Juan Ramón Jara    |  |  | Rosario Central  |
| 4           | Juan Villamayor    |  |  | Cerro Porteño    |
| 5           | Carlos Gamarra     |  |  | Cerro Porteño    |
| 6           | Celso Ayala        |  |  | CA River Plate   |
| 13          | Osvaldo Peralta    |  |  | Club Guaraní     |
| 14          | Nery Ortíz         |  |  | Club Guaraní     |
| 16          | Francisco Arce     |  |  | Grêmio           |
| 21          | Pedro Sarabia      |  |  | Cerro Porteño    |
| Middenveld  |                    |  |  |                  |
| 8           | Estanislao Struway |  |  | Cerro Porteño    |
| 10          | Roberto Acuña      |  |  | Boca Juniors     |
| 15          | Julio Enciso       |  |  | Cerro Porteño    |
| 17          | Gustavo Sotelo     |  |  | Cruzeiro EC      |
| 19          | Francisco Esteche  |  |  | Club Olimpia     |
| Aanval      |                    |  |  |                  |
| 7           | Richart Báez       |  |  | Club Olimpia     |
| 9           | José Cardozo       |  |  | Deportivo Toluca |
| 11          | Jorge Luis Campos  |  |  | Club Olimpia     |
| 18          | Edgar Denis        |  |  | Cerro Corá       |
| 20          | Adriano Samaniego  |  |  | Club Olimpia     |

| Doel        |                     |  |  |                         |
| 1           | José Luis Chilavert |  |  | Vélez Sársfield         |
| 22          | Rubén Ruiz Díaz     |  |  | CF Monterrey            |
| Verdediging |                     |  |  |                         |
| 2           | Francisco Arce      |  |  | Grêmio                  |
| 3           | Celso Ayala         |  |  | CA River Plate          |
| 4           | Arnaldo Espínola    |  |  | Sportivo Luqueño        |
| 5           | Carlos Gamarra      |  |  | SC Internacional        |
| 11          | Juan Ramón Jara     |  |  | Rosario Central         |
| 13          | Jorge Alcaraz       |  |  | Cerro Porteño           |
| 14          | Ricardo Rojas       |  |  | Estudiantes de La Plata |
| 15          | Pedro Sarabia       |  |  | CA Banfield             |
| 16          | Juan Villamayor     |  |  | Cerro Porteño           |
| Middenveld  |                     |  |  |                         |
| 6           | Estanislao Struway  |  |  | Portuguesa              |
| 10          | Roberto Acuña       |  |  | CA Independiente        |
| 12          | Gustavo Sotelo      |  |  | Club Guaraní            |
| 17          | Harles Bourdier     |  |  | Club Olimpia            |
| 19          | Richard Gómez       |  |  | Cerro Porteño           |
| 21          | Francisco Esteche   |  |  | Club Olimpia            |
| Aanval      |                     |  |  |                         |
| 7           | Hugo Ovelar         |  |  | Club Guaraní            |
| 8           | Hugo Brizuela       |  |  | Audax Italiano          |
| 9           | José Cardozo        |  |  | Deportivo Toluca        |
| 18          | Arístides Rojas     |  |  | UD Las Palmas           |
| 20          | Derlis Soto         |  |  | Club Guaraní            |

| Doel        |                     |  |  |                  |
| 1           | Ricardo Tavarelli   |  |  | Club Olimpia     |
| 12          | Justo Villar        |  |  | Sol de América   |
| 22          | Danilo Aceval       |  |  | Cerro Porteño    |
| Verdediging |                     |  |  |                  |
| 2           | Francisco Arce      |  |  | SE Palmeiras     |
| 3           | Celso Ayala         |  |  | Atlético Madrid  |
| 4           | Carlos Gamarra      |  |  | Atlético Madrid  |
| 5           | Delio Toledo        |  |  | Udinese Calcio   |
| 19          | Silvio Suárez       |  |  | Talleres Córdoba |
| 20          | Juan Cáceres        |  |  | Cerro Porteño    |
| 21          | Denis Caniza        |  |  | CA Lanús         |
| Middenveld  |                     |  |  |                  |
| 6           | Julio Enciso        |  |  | SC Internacional |
| 7           | Diego Gavilán       |  |  | Newcastle United |
| 8           | Roberto Acuña       |  |  | Real Zaragoza    |
| 10          | Guido Alvarenga     |  |  | Cerro Porteño    |
| 13          | Carlos Estigarribia |  |  | Sportivo Luqueño |
| 16          | Carlos González     |  |  | Cerro Corá       |
| 17          | Carlos Paredes      |  |  | Club Olimpia     |
| Aanval      |                     |  |  |                  |
| 9           | Miguel Benítez      |  |  | RCD Espanyol     |
| 11          | Roque Santa Cruz    |  |  | Bayern München   |
| 14          | Nelson Cuevas       |  |  | CA River Plate   |
| 15          | Mauro Caballero     |  |  | UANL Tigres      |
| 18          | Hugo Ovelar         |  |  | Santos Laguna    |

| Doel        |                       |     |    |                   |
| 1           | Justo Villar          | 118 | 0  | Colo-Colo         |
| 12          | Antony Silva          | 15  | 0  | Cerro Porteño     |
| 22          | Diego Barreto         | 13  | 0  | Club Olimpia      |
| Verdediging |                       |     |    |                   |
| 2           | Fabián Balbuena       | 5   | 0  | Corinthians       |
| 3           | Gustavo Gómez         | 16  | 2  | Lanús             |
| 4           | Iván Piris            | 24  | 0  | Udinese           |
| 5           | Bruno Valdez          | 13  | 0  | Club América      |
| 6           | Miguel Samudio        | 36  | 1  | Club América      |
| 13          | Blás Riveros          | 1   | 0  | Club Olimpia      |
| 14          | Paulo da Silva        | 137 | 2  | Toluca            |
| Middenveld  |                       |     |    |                   |
| 8           | Juan Rodrigo Rojas    | 8   | 0  | Cerro Porteño     |
| 16          | Celso Ortiz           | 12  | 0  | Monterrey         |
| 17          | Miguel Almirón        | 3   | 0  | Lanús             |
| 20          | Víctor Ayala          | 19  | 1  | Lanús             |
| 21          | Óscar Romero          | 20  | 1  | Racing Avellaneda |
| 23          | Robert Piris Da Motta | 3   | 0  | Club Olimpia      |
| Aanval      |                       |     |    |                   |
| 7           | Jorge Benítez         | 9   | 1  | Cruz Azul         |
| 9           | Antonio Sanabria      | 8   | 0  | Sporting de Gijón |
| 10          | Derlis González       | 23  | 3  | Dynamo Kiev       |
| 11          | Édgar Benítez         | 54  | 10 | Querétaro         |
| 15          | Juan Iturbe           | 4   | 0  | Bournemouth       |
| 18          | Nelson Valdez         | 76  | 13 | Seattle Sounders  |
| 19          | Dario Lezcano         | 9   | 4  | Ingolstadt 04     |

APF · A-internationals · Selecties · Bondscoaches · Paraguayaans vrouwenelftal · Paraguay U21 · Paraguay U20 · Paraguay U19 · Paraguay U18 · Paraguay U17
1919 – 1929 · 
1930 – 1939 · 
1940 – 1949 · 
1950 – 1959 · 
1960 – 1969 · 
1970 – 1979 · 
1980 – 1989 · 
1990 – 1999 · 
2000 – 2009 · 
2010 – 2019 ·
2020 − 2029
WK 1930 · 
WK 1950 · 
WK 1958 · 
WK 1986 · 
WK 1998 · 
WK 2002 · 
WK 2006 · 
WK 2010
OS 1992 · 
OS 2004
1919 · 
1920 · 
1921 · 
1922 · 
1923 · 
1924 · 
1925 · 
1926 · 
1927 · 
1928 · 
1929 · 
1930 · 
1931 · 
1932–1936 · 
1937 · 
1938 · 
1939 · 
1940 · 
1941 · 
1942 · 
1943 · 
1944 · 
1945 · 
1946 · 
1947 · 
1948 · 
1949 · 
1950 · 
1951–1952 · 
1953 · 
1954 · 
1955 · 
1956 · 
1957 · 
1958 · 
1959 · 
1960 · 
1961 · 
1962 · 
1963 · 
1964 · 
1965 · 
1966 · 
1967 · 
1968 · 
1969 · 
1970 · 
1971 · 
1972 · 
1973 · 
1974 · 
1975 · 
1976 · 
1977 · 
1978 · 
1979 · 
1980 · 
1981 · 
1982 · 
1983 · 
1984 · 
1985 · 
1986 · 
1987 · 
1988 · 
1989 · 
1990 · 
1991 · 
1992 · 
1993 · 
1994 · 
1995 · 
1996 · 
1997 · 
1998 · 
1999 · 
2000 · 
2001 · 
2002 · 
2003 · 
2004 · 
2005 · 
2006 · 
2007 · 
2008 · 
2009 · 
2010 · 
2011 · 
2012 · 
2013 · 
2014 · 
2015 · 
2016 ·
2017 ·
2018 ·
2019 ·
2020 ·
2021 ·
2022
Argentinië ·
Armenië ·
Australië ·
Bahrein ·
België ·
Bolivia ·
Bosnië en Herzegovina · 
Brazilië ·
Bulgarije ·
Canada ·
Chili ·
China ·
Colombia ·
Costa Rica ·
Denemarken ·
Duitsland ·
Ecuador ·
El Salvador ·
Engeland ·
Frankrijk ·
Georgië ·
Griekenland ·
Guadeloupe ·
Guatemala ·
Honduras ·
Hongarije ·
Hongkong ·
Ierland ·
Indonesië ·
Irak ·
Iran ·
Italië ·
Ivoorkust ·
Jamaica ·
Japan ·
Joegoslavië ·
Jordanië ·
Kameroen ·
Marokko ·
Mexico ·
Nederland ·
Nicaragua ·
Nieuw-Zeeland ·
Nigeria ·
Noord-Korea ·
Noord-Macedonië ·
Noorwegen ·
Oman ·
Oostenrijk ·
Panama ·
Peru ·
Polen ·
Portugal ·
Qatar ·
Roemenië ·
Saoedi-Arabië ·
Schotland ·
Servië ·
Slovenië ·
Slowakije ·
Spanje ·
Togo ·
Trinidad en Tobago ·
Tsjechië ·
Turkije ·
Uruguay ·
Venezuela ·
Verenigde Arabische Emiraten ·
Verenigde Staten ·
Wales ·
Zuid-Afrika ·
Zuid-Korea ·
Zweden
Engeland (2006) · 
Italië (2010) · 
Slovenië (2002) · 
Spanje (2002) · 
Trinidad en Tobago (2006) · 
Zuid-Afrika (2002) · 
Zweden (2006)